# Sommer-Paralympics 2008/Teilnehmer (Schweiz)
| stlisierte Goldmedaille | stlisierte Silbermedaille | stlisierte Bronzemedaille |
| ----------------------- | ------------------------- | ------------------------- |
| 3                       | 2                         | 6                         |

Die Schweiz nahm mit 27 Athleten an den Sommer-Paralympics 2008 im chinesischen Peking teil.
Neben den Athleten begleiteten weitere Personen, darunter Trainer, Ärzte und Betreuer die Mannschaft. Der Rennrollstuhlsportler Heinz Frei war bei der Eröffnungsfeier Fahnenträger der Schweizer Delegation.

## Medaillen

### Medaillenspiegel
| Medaillenspiegel Schweiz |                |                              |                           |                           |        |
| Platz                    | Sportart       | Goldmedaille – Olympiasieger | Silbermedaille – 2. Platz | Bronzemedaille – 3. Platz | Gesamt |
| 1                        | Radsport       | 2                            | –                         | –                         | 2      |
| 2                        | Leichtathletik | 1                            | 2                         | 5                         | 8      |
| 3                        | Bogenschiessen | –                            | –                         | 1                         | 1      |
| Total                    | Total          | 3                            | 2                         | 6                         | 11     |

### Medaillengewinner

#### Gold
| Name           | Sportart       | Wettkampf               |
| -------------- | -------------- | ----------------------- |
| Heinz Frei     | Radsport       | Handbike-Zeitfahren     |
| Heinz Frei     | Radsport       | Handbike-Strassenrennen |
| Edith Hunkeler | Leichtathletik | Marathon                |

#### Silber
| Name       | Sportart       | Wettkampf   |
| ---------- | -------------- | ----------- |
| Beat Bösch | Leichtathletik | 200 m (T52) |
| Beat Bösch | Leichtathletik | 100 m (T52) |

#### Bronze
| Name            | Sportart       | Wettkampf        |
| --------------- | -------------- | ---------------- |
| Pia Schmid      | Leichtathletik | 200 m (T52)      |
| Urs Kolly       | Leichtathletik | Fünfkampf (P44)  |
| Philippe Horner | Bogenschiessen | Compound (offen) |
| Manuela Schär   | Leichtathletik | 200 m (T54)      |
| Edith Hunkeler  | Leichtathletik | 1500 m (T54)     |
| Sandra Graf     | Leichtathletik | Marathon         |

## Teilnehmer nach Sportart

### Bogenschiessen
Frauen
- Magali Comte

Männer
- Philippe Horner (Compound (offen) Männer: Bronze )
- Robert Lehner

### Leichtathletik
Frauen
- Sandra Graf (Marathon Frauen: Bronze )
- Edith Hunkeler (1500 m Frauen: Bronze , Marathon Frauen: Gold )
- Pia Schmid (200 m Frauen: Bronze )
- Manuela Schär (200 m Frauen: Bronze )

Männer
- Maurice Amacher
- Beat Bösch (200 m Männer (T52): Silber , 100 m Männer (T52): Silber )
- Heinz Frei
- Marcel Hug
- Tobias Lötscher
- Christoph Bausch
- Manuel Beeler
- Lukas Hendry (Guides: Silvio Rolli und Benedikt Sturny)
- Urs Kolly (Fünfkampf Männer: Bronze )
- Christoph Sommer
- Simon Vögeli

### Radsport
Frauen
- Ursula Schwaller
Paracycling Handbike

Männer
- Heinz Frei
Paracycling Handbike (Zeitfahren: Gold , Strassenrennen: Gold )
- Franz Nietlispach
Paracycling Handbike
- Lukas Weber
Paracycling Handbike
- Ivan Renggli
Paracycling Rad

### Rollstuhltennis
Frauen
- Karin Suter-Erath

Männer
- Daniel Pellegrina
- Konstantin Schmäh

### Schiessen
- Patrik Plattner
Luftpistole 10 Meter (SH1)

### Schwimmen
- Chantal Cavin